# Manistee County
Manistee County je okres ve státě Michigan v USA. K roku 2010 zde žilo 24 733 obyvatel. Správním městem okresu je Manistee. Celková rozloha okresu činí 3 317 km².

## Sousední okresy
| Růžice kompasu |                 | Benzie County | Grand Traverse County | Růžice kompasu |
| Růžice kompasu |                 | Sever         | Wexford County        | Růžice kompasu |
| Růžice kompasu | Manistee County |               | Wexford County        | Růžice kompasu |
| Růžice kompasu | Jih             |               | Wexford County        | Růžice kompasu |
| Růžice kompasu |                 | Mason County  | Lake County           | Růžice kompasu |